# Trevor Chappell
Pour les articles homonymes, voir Chappell (homonymie).
Trevor Martin Chappell est un joueur de cricket et entraîneur australien né le 21 octobre 1952 à Glenelg en Australie-Méridionale. Frère cadet des capitaines de l'équipe d'Australie Ian et Greg Chappell et petit-fils de Vic Richardson, il compte lui-même trois sélections en Test cricket en 1981 et vingt en One-day International. Il devient entraîneur à l'issue de sa carrière de joueur, notamment pour l'équipe du Bangladesh.

## Équipes
- Nouvelle-Galles du Sud
- Australie-Méridionale
- Australie-Occidentale

## Sélections
- 3 sélections en test cricket en 1981
- 20 sélections en ODI de 1980 à 1983